# События 11 марта 1975 года в Португалии
События 11 марта 1975 года в Португалии (порт. Golpe de 11 de Março de 1975) — попытка государственного переворота в Португалии, предпринятая бывшим президентом страны генералом Антониу ди Спинолой, генералами Карлушем Галваном ди Мелу и Фрейре Дамианом с целью остановить усиление социалистических тенденций в португальском руководстве и изменить дальнейшее развитие «Революции гвоздик». Подавлена.

## Причины
После победы «Революции гвоздик» в Португалии в среде лидеров «Движения вооружённых сил» возникли четыре течения, каждое из которых по-своему видело дальнейшие пути развития страны. Наиболее влиятельными оказались два из них. Первое («правые») возглавлялось президентом генералом Антониу ди Спинолой и выступало за сохранение в стране западноевропейской общественной системы с некоторыми элементами традиционализма, унаследованными от свергнутого режима Марселу Каэтану. Другое («левые»), во главе с премьер-министром полковником Вашку Гонсалвишем и идеологом ДВС майором Мелу Антунишем, склонялось к проведению в Португалии социалистических преобразований, хотя и не в традициях марксизма-ленинизма. В результате Сентябрьского кризиса 1974 года президент Спинола был отправлен в отставку и позиции «правых» ослабли. Однако и Движение вооруженных сил все ещё не обладало полным контролем над армией и не решалось идти на радикальные преобразования.
Сторонники Спинолы в армии, правые партии, финансовые и предпринимательские круги ожидали от генерала Спинолы действий. Первоначально предполагалось, что генерал, как и в 1974 году, напишет перед выборами в Учредительное собрание книгу, в которой изложит свои взгляды, всколыхнет общество и объединит вокруг себя противников социализма. Однако по каким-то причинам Спинола книгу написать не смог.
К весне 1975 года группировка ди Спинолы сделала ставку на военное решение проблемы.

## Хроника событий

### Подготовка
Генерал Антониу ди Спинола после отставки демонстративно поддерживал связи с многими офицерами португальской армии, особенно в Военно-воздушных силах и мог рассчитывать на их поддержку. Во главе этих сил должны были встать генералы Галван ди Мелу и Фрейре Дамиан. Спинолу решительно поддерживали полковник Рафаэл Дуран, капитан Антониу Рамуш, капитан 1-го ранга Гильерме Алпоин Калван, первый лейтенант Нуну Барбьери (все они были офицерами колониальной войны и придерживались правых либо ультраправых политических взглядов). Кроме того, имеются данные, что Спинола заручился поддержкой начальника главного штаба сухопутных сил генерала Карлуша Фабиана и командира десантников в Амадоре Жайме Невиша. 10 марта в одну из лиссабонских частей Оперативного командования на континенте, известную своими левыми настроениями, поступил приказ покинуть столицу и передислоцироваться на север страны. Офицеры части отказались выполнять приказ, назвав его мотивацию «неубедительной». В других частях столичного округа были в массовом порядке выданы увольнительные с 12:00 11 марта. 11 марта ди Спинола прибыл в кавалерийскую школу в Сантарене и предложил одному из лидеров выступления 25 апреля 1974 года капитану Салгейру Майя присоединиться к готовящемуся выступлению, объясняя, что сам присоединился к заговору «с целью избежать бойни, которую левые элементы собираются организовать на Пасху». Майя отказывается вывести своей бронеэскадрон из казарм. Спинола уезжает на базу ВВС Танкуш, откуда отдает приказ направить броневики из Сантарена в Лиссабон. Приказ игнорируется.
11 марта 1975 года в 11:50 авиация и десантники на базе ВВС Танкуш в 100 километрах к северу от Лиссабона получают приказ разоружить 1-й артиллерийский полк в столице.

### Выступление
- 12:00 — в казармах Карму (Лиссабон) Национальная республиканская гвардия, считавшаяся «неприсоединившейся» к Движению вооруженных сил, арестовывает в штабе назначенного ДВС командующим гвардией генерала Пинту Баррейру и его заместителя. Тем временем парашютисты с базы ВВС Танкуш, продвигаясь мимо аэропорта Портела, приостанавливают полеты гражданской авиации.
- 12:05 — сообщение о мятеже в казармах Карму приходит в резиденцию правительства дворец Сан-Бенту, где идет заседание правительства под председательством премьер-министра Васку Гонсалвиша. Гонсалвиш прерывает заседание. Объявляется, что аэропорт Портела находится под контролем частей, верных правительству.
- 12:30 — мятежники бомбят и занимают радиостанцию «Клуб Португеш»[5].
- 12:45 — близ международного аэропорта над казармами 1-го артиллерийского полка (полк легкой артиллерии, RALIS), сыгравшего ведущую роль в смещении Спинолы с поста президента, появляются три вертолета и два самолета «Т-6» с оранжевыми носами. Пока личный состав полка находится на обеде, они начинают обстрел казарм. Затем вертолеты, сделав несколько кругов, уходят в сторону столичного пригорода Сакавеш. Самолеты продолжают атаки, сбрасывая бомбы на казармы. Десантники из Танкуша под командой капитана Себастьяна Мартинша занимают боевые позиции вокруг расположения полка, готовясь к штурму[примечание 2].
- 13:00 — Национальное радио передает призыв к народу сохранять единство с Движением вооруженных сил. Одновременно левые партии призывают народ поддержать правительство и ДВС[5].

Толпы народа собираются вокруг артиллерийских казарм и кричат десантникам — «Народ не с вами!».

### Переговоры десантников и артиллеристов
Чтобы прояснить обстановку, командир парашютистов капитан Себастьян Мартинш встречается с капитаном Динишем ди Алмейдой из артиллерийского полка. Их переговоры снимает португальское телевидение, а уже вечером диалог публикуют газеты:
Ди Алмейда (артиллерист): Слушай, что здесь происходит?

Мартинш (десантник): У меня приказ занять расположение вашей части.

Ди Алмейда: Но почему? У меня приказ защищаться.

Мартинш: У вас что, нет приказа сдаться?

Ди Алмейда: У меня есть приказ защищаться. Постоянный. Впрочем, я был далёк от мысли ожидать чего-либо подобного. Всё шло нормально, когда мы были внезапно застигнуты нападением с воздуха. Несколько моих людей ранены. Что происходит?

Мартинш (достаёт документ): Вы, конечно, знакомы с этим коммюнике?

Ди Алмейда: Вы что же, атакуете воинскую часть на основании какой-то бумажки?

Мартинш: Это не из-за бумажки. Есть люди, недовольные тем, как развиваются события. Мы хотим гарантировать проведение выборов 12 апреля.

Ди Алмейда: Вооружённые силы являются гарантом проведения этих выборов. Но кто, в конце концов, дал вам приказ напасть на нас?

Мартинш: Мы здесь, чтобы мирно договориться и помешать кровопролитию. Сейчас другие воинские части также начали выступление и они на подходе. Будете вы сдаваться? Да или нет?

Ди Алмейда: В таком случае мы будем сражаться. Я не сдаюсь!.
Перед уходом капитан ди Алмейда предлагает Мартиншу позвонить в штаб Оперативного командования (КОПКОН) и разобраться в противоречивых приказах.
Тем временем редактор коммунистической газеты «Аванте!» Антониу Диуш Лоуренсу (член Политкомиссии Португальской коммунистической партии) прорывается к десантникам и начинает их агитировать: «Вы видите, что начался заговор реакции? Вы понимаете, что ваши командиры хотят свергнуть демократическое правительство и устроить военную диктатуру! То, что здесь происходит, — это не спор между солдатами, это борьба реакции против народа, и народ должен объединиться, чтобы защищать свои завоевания!». Из толпы солдат начинают называть «реакционерами».

### Противостояние
- 13:12 — Национальное радио передает обращение Генерального штаба с призывом сохранять бдительность. Заявляется, что «Движение вооруженных сил контролирует положение».
- 13:30 — капитан Себастьян Мартинш вновь атакует артиллерийские казармы. В это же время правительство перекрывает границу с Испанией, все пересекающие границу автомобили задерживаются.
- 14:00 — из зоны боев в военный госпиталь поступают первые раненые. Части КОПКОН по приказу генерала Отелу Сарайва ди Карвалью берут под контроль телевидение и радиостанции Португалии. По призыву левых партий в Лиссабоне начинают строить баррикады.
- 14:15 — командир 1-го артиллерийского полка (RALIS) заявляет — «Парашютистов обманули ложными приказами. Сейчас нам на помощь подходит пехотное училище». Парашютисты говорят народу: «Нас действительно обманули, объявив, что мы должны защищать ДВС. Заставили играть на руку реакционерам. Нам объявили, что мы должны бороться с наёмниками ЦРУ, штаб которых в артиллерийских казармах»[9]. «Мы же не фашисты! Нас обманули. Какой позор!» — кричат они и начинают брататься с толпой[7].

### Провал выступления
- 14:40 — десантники Танкуша отказываются атаковать артиллерийские казармы, начинается их братание с артиллеристами[10].
- 15:00 — ударные части генерала Отелу Сарайва ди Карвальо берут под охрану резиденцию президента Франсишку да Кошта Гомиша. Сам он выступает по телевидению и заявляет: «Выступление мятежников подавлено. Остались ещё некоторые проблемы в Карму, которые я надеюсь решить в ближайшие час-полтора».

Генерал Антониу ди Спинола, узнав, что генерал Карлуш Фабиан оказался на стороне «левых», а парашютисты Жайме Невиша в Амадоре отказались поддержать выступление, прибыл на базу ВВС Танкуш, привезя своё имущество. Тем временем по всей стране студенты бросили учёбу, а рабочие производство, на улицах всех крупных городов строятся баррикады. Спинола заявляет своим сторонникам — «Все потеряно…». Через некоторое время он на вертолете улетает в Испанию.
- 15:50 — президент Португалии генерал Франсиску да Кошта Гомиш обращается по радио к народу, заявляя, что мятеж подавлен и речь идет о предательских действиях отдельных офицеров[9]. Тем временем штаб Национальной республиканской гвардии в казармах Карму окружают толпы людей, которые скандируют оскорбления в адрес гвардейцев. Генерал Фрейре Дамиан, с другим генералом и двумя офицерами, не дожидаясь окружения казарм частями КОПКОН, на бронетранспортере через толпу прорывается в посольство ФРГ (через сутки они добровольно вышли и сдались)[11].
- 16:30 — десантники капитана Себастьяна Мартинша начинают отход от казарм RALIS, затем сдаются частям КОПКОН. Их разоружают, загоняют в грузовики и увозят[9].
- 17:15 — распространено официальное коммюнике Генерального штаба армии Португалии, в котором говорится, что положение нормализовалось почти везде, мятежники пытаются бежать.

Премьер-министр полковник Вашку Гонсалвиш выступает по радио и заявляет, что «кучка предателей бросила одних солдат против других солдат». Он говорит, что это самое большое преступление, какое сейчас возможно совершить в Португалии.
- 18:00 — Португальское радио сообщает о бегстве Спинолы в Испанию[13].

Лиссабон заполнен манифестантами, которые скандируют «Да здравствует союз народа и ДВС! Смерть фашизму!»
- 19:00 — вертолет с генералом Спинолой и 15 верными ему офицерами приземлился на военно-воздушной базе Талавера де Реаль в Испании.
- 20:30 — объявлено об аресте в Визеу ближайшего сторонника Спинолы, бывшего члена Совета национального спасения генерала Карлуша Галвана ди Мелу. Чуть позже сообщается об аресте генерала авиации Монтейру[13].
- 21:00 — Лиссабон украшен национальными и красными флагами. Левые партии начинают грандиозный митинг на площади Росариу[12].
- 22.30 — генерал Отелу Сарайва ди Карвалью выступает по радио и предлагает послу США Фрэнку Карлуччи попросить своё правительство отозвать его из Лиссабона[14].
- 23:40 — Президент Республики генерал Кошта Гомиш выступает по национальному телевидению и говорит о подавлении попытки государственного переворота. Он поименно называет около 30 офицеров во главе с ди Спинолой, которые будут преданы суду в ближайшее время[13]. Радио и телевидение до 04:00 12 марта повторяли выступление президента и воззвание премьер-министра Вашку Гонсалвиша.
- Ночью офицеры КОПКОН арестовывают 5 членов правления крупнейшего банка страны «Эшпириту Санту» за финансирование заговора и запрещенных политических организаций[15].

## Последствия
Попытка государственного переворота 11 марта 1975 года имела результаты, обратные тем, которых намеревались достигнуть генерал ди Спинола и его сторонники. Правая группировка в командовании армией почти перестала существовать, в то время как общественное мнение Португалии ещё больше сместилось влево. После 11 марта Совет национального спасения был распущен и заменен Революционным советом, правительство реорганизовано, началась национализация целых отраслей экономики и аграрная реформа, запрещена Христианско-демократическая партия. Был проведён ряд арестов (в том числе лиц, не имевших отношения к событиям, например, Марселину да Маты). До августа 1975 года лидеры «левых» в ДВС через IV Временное правительство полковника Гонсалвиша контролировали ситуацию в стране и осуществляли её преобразование.
С другой стороны, события привели к резкой активизации крайне правой оппозиции (в том числе эмигрантской), сделавшей ставку на силовые методы. Ответственность за военный мятеж власти возложили на Армию освобождения Португалии (ЭЛП) — подпольную организацию, созданную в январе 1975 года на территории франкистской Испании под руководством бывшего заместителя директора ПИДЕ Барбьери Кардозу (отец Нуну Барбьери, активного участника мятежа). В своём заявлении от 29 марта ЭЛП опровергла свою причастность к событиям 11 марта, но анонсировала вооружённые атаки по всей Португалии — которые вскорости последовали. В мае 1975 года, менее чем через два месяца после мартовского мятежа, по инициативе Спинолы в Бразилии было создано Демократическое движение за освобождение Португалии (МДЛП). Эта организация также развернула диверсионно-террористические действия против компартии и левых властей.
Таким образом, события 11 марта явились своеобразной прелюдией к широкомасштабным столкновениям Жаркого лета.

## Оценки событий 11 марта 1975 года
Разные политические силы по-разному оценивали причины и цели выступления сторонников генерала Спинолы в марте 1975 года.
- Многие средства массовой информации Западной Европы указывали на неподготовленность выступления и «романтический настрой» его участников. Высказывалось мнение, что выступление 11 марта не представляло серьёзной угрозы для режима ДВС.
- Итальянский журнал Rinascita (Рим) писал 21 марта 1975 года:

Импровизированный характер путча — видимость, а путчисты опирались на реальные политические силы. Руководитель и вдохновитель путча генерал ди Спинола выражал интересы совершенно определенных кругов португальского общества.

- Генеральный секретарь Португальской социалистической партии Мариу Суариш писал:

Офицеры безусловно подготовили «переворот», но не для того, чтобы восстановить фашизм, а чтобы замедлить революционный процесс и даже, если получится, повернуть его немножко вспять.

- 11—12 марта 1975 года средства массовой информации Западной Европы выдвигали версию о том, что попытка переворота инспирирована левым крылом ДВС и генерал ди Спинола не имел отношения ни к какому заговору. В качестве аргументов выдвигались плохая подготовка переворота и последствия провала, очень выгодные для левых в ДВС. В пользу этой версии служили и заявления бежавших из Португалии офицеров, которые первоначально утверждали, что стали жертвами провокации.
- Представители НАТО заявили, что «рассматривают события 11 марта как поражение Атлантического союза»[4].
- The New York Times писала 15 марта 1975 года, что события 11 марта являются «ударом по надеждам увидеть осуществление политической демократии». В том же духе высказались бежавшие со Спинолой офицеры, распространившие в Буэнос-Айресе (Аргентина) своё коммюнике. В нём утверждалось, что выступление 11 марта было организовано с целью «восстановить демократию»[4].
- Советская печать и историография последовательно отстаивали точку зрения, что попытка переворота 11 марта 1975 года преследовала цель установления в Португалии «фашистской диктатуры», аналогичной режиму генерала Аугусто Пиночета в Чили. Схожих взглядов придерживались левые партии и ДВС Португалии. В качестве обоснования приводились, в частности, и высказывания сторонников Спинолы в интервью журналу Stern (ФРГ) 8 апреля 1976 года. Они выдвигали сценарий переворота, при котором правое крыло вооружённых сил берет власть в свои руки, а его хорошо вооружённые сторонники, формально не служащие в армии, начинают разгром левых партий.

Партийных активистов нужно просто уничтожить. Но это нельзя делать тем, кто инсценирует переворот, то есть нам ввиду общественного мнения. Для этого нужно иметь по всей стране своих людей, которые, как только начнется восстание, вытащат этих парней из кроватей и ликвидируют их. Наша задача состоит в том. чтобы осуществить эту акцию на двух уровнях. В глазах общественности руки организаторов путча должны оставаться чистыми.

## Комментарии
1. ↑  Кавалерией в Португалии называли уже бронетанковые части.
2. ↑  В источниках существует расхождение. В. Ермаков и В. Поляковский утверждают, что атака на казармы RALIS началась в 11:50, об этом же пишет и И. Фесунеко. В. Суханов называет время 12:45. В. Суханов утверждает, что атаковавших вертолётов было два, В. Ермаков и В. Поляковский пишут о трёх вертолётах.